# 일라이자 히트먼
일라이자 히트먼(영어: Eliza Hittman, 1979년 1월 1일 ~ )은 미국의 영화 감독, 영화 각본가, 영화 제작자이다.

## 작품 목록
- Forever’s Gonna Start Tonight (2011) - 연출, 제작, 각본 (단편)
- 사랑인줄 알았어 (2013, It Felt Like Love) - 연출, 제작, 각본
- 바닷가의 쥐들 (2017) - 연출, 각본
- 전혀아니다,별로아니다,가끔그렇다,항상그렇다 (2020) - 연출, 각본